# Новая Галисия
Новая Галисия (галис. Nova Galicia (Reino de Nova Galicia), официально «Новое Королевство Галисии» или «Королевство Новая Галисия») — это одно из двух автономных королевств Вице-королевства Новая Испания. Земли Нового Королевства были исследованы и завоёваны Нуньо Бельтран де Гусманом, который сначала назвал земли «Conquista del Espíritu Santo de la Mayor España». Но кастильская королева не утвердила это название, и декретом от 25 января 1531 года эти территория получила название «Королевство Новая Галисия». До 1534 года Гусман был губернатором Королевства.

## Административное деление
Первое административное деление Королевства Новая Галисия:
- провинция Новая Галисия (Наярит и Халиско),
- провинция Сакатекас (Агуаскальентес и Сакатекас) и
- провинция Колима (Колима).

Второе административное деление Королевства Новая Галисия:
- Интендант Гвадалахара; Наярит, Халиско и Колима
- Интендант Сакатекас; Агуаскальентес и Сакатекас

## Столицы
В 1531 году Гусман назвал захваченные земли «Conquista del Espíritu Santo de la Mayor España» со столицей в Тепике. В 1540 году столицей Королевства стала Компостела, 10 мая 1560 года — Гвадалахара.